# Steve Ballmer

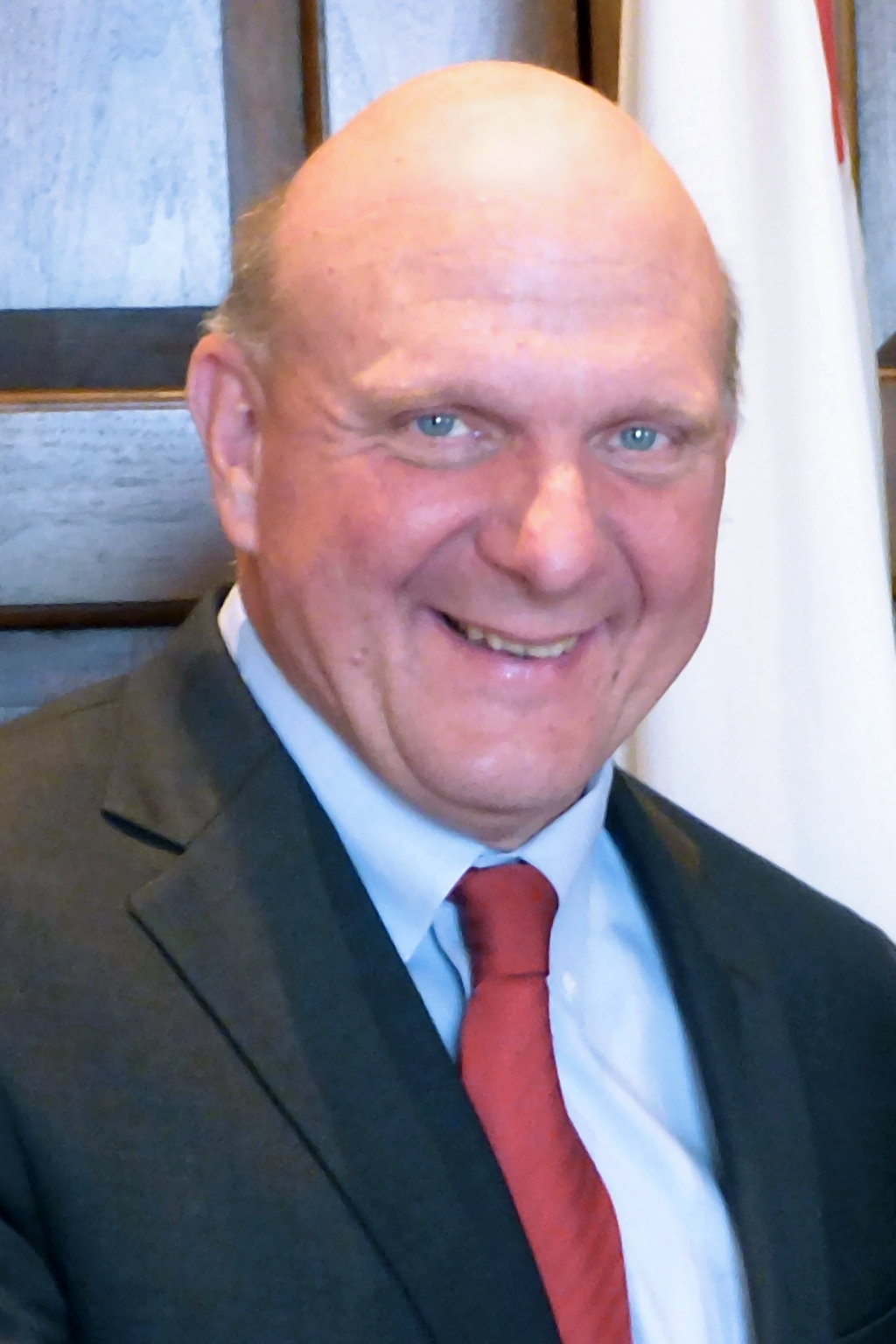
Steve Ballmer (2014)

Steven Anthony „Steve“ Ballmer (* 24. März 1956 in Detroit, Michigan) ist ein US-amerikanischer Unternehmer und Investor. Er war von 2000 bis 2014 CEO des Softwareunternehmens Microsoft. Seit August 2014 ist er Besitzer des Basketballclubs Los Angeles Clippers.

## Leben
Als Sohn des Schweizer Einwanderers Fritz Hans Ballmer wuchs Ballmer in Detroit auf. Er studierte in den 1970er Jahren an der Harvard-Universität, wo er Bill Gates kennenlernte. Er schloss 1977 magna cum laude mit einem BA in Angewandter Mathematik und Ökonomie ab. Anschließend arbeitete er zwei Jahre bei Procter & Gamble. Danach begann er an der Stanford-Universität einen MBA-Kurs, den er trotz zweier gewonnener 10.000-Dollar-Preise als bester Erstjahresstudent abbrach, als Bill Gates ihm anbot, bei Microsoft zu arbeiten.
Am 11. Juni 1980 wurde Ballmer Microsofts erster Manager. Als aus Microsoft 1981 eine Aktiengesellschaft wurde, hielt Ballmer aufgrund einer Bonusvereinbarung 8 % des Kapitals. 1993 waren seine Aktienanteile erstmals über eine Milliarde US-Dollar wert.
Im Laufe der Jahre leitete Ballmer mehrere Bereiche bei Microsoft, darunter Betriebssystem-Entwicklung, Absatz und Kundenservice, bevor er 1998 Präsident (ein dem CEO nachrangiger Posten) wurde. Am 13. Januar 2000 wurde er der Nachfolger von Bill Gates als Vorstandsvorsitzender (CEO) von Microsoft. Rückblickend bezeichnete Ballmer das Betriebssystem Windows Vista als seinen größten Fehler.

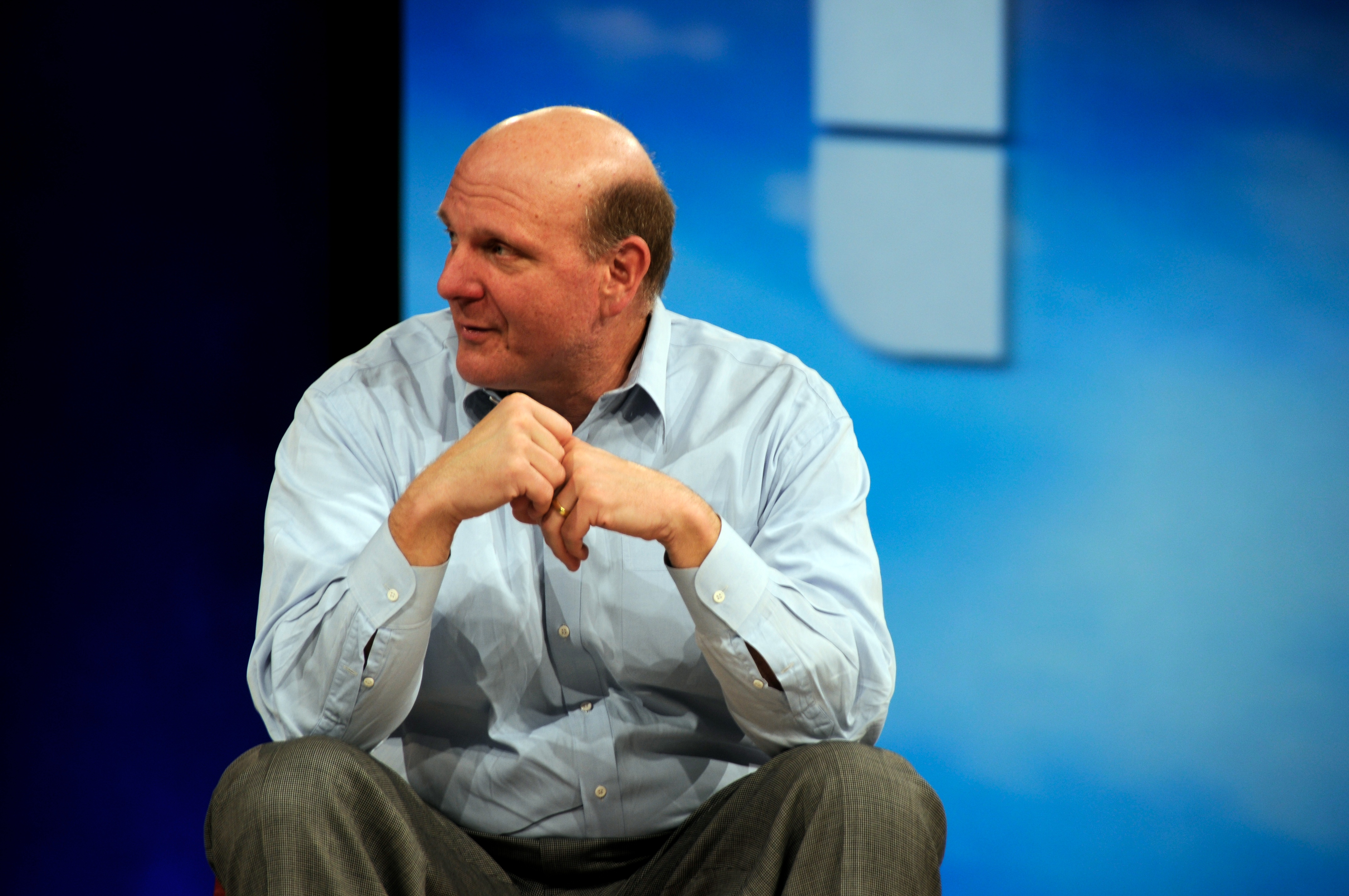
Ballmer auf der von Microsoft veranstalteten MIX-Konferenz (2008)

Ballmer bezeichnete Linux im Jahr 2001 als ein „Krebsgeschwür, das in Bezug auf geistiges Eigentum alles befällt, was es berührt“. Er bemängelte, dass Open-Source-Software mit der GNU General Public License nicht kompatibel mit eigener Software sei und man diese ebenfalls ganz unter die freie Lizenz stellen müsse, wenn man Teile der offenen Software verwendete, selbst wenn große Teile firmeneigener Software unabhängige und eigenständige Teile darstellten. Ballmer unterbrach im Jahr 2003 sogar seinen Skiurlaub in der Schweiz, um den Bürgermeister von München persönlich zu bitten, nicht zu GNU/Linux zu wechseln. Seine Bitte hatte jedoch keinen Erfolg und die Stadt München wechselte von Windows zu LiMux. Ende November 2017 beschloss der Stadtrat eine Rückkehr zu Windows bis zum Jahr 2020.
Am 23. August 2013 gab Microsoft in einer Pressemitteilung bekannt, dass sich Steve Ballmer binnen zwölf Monaten als CEO des Unternehmens zurückziehen werde. Ein Gremium, dem unter anderem Bill Gates angehörte, beschäftigte sich mit der Suche nach einem Nachfolger, bis am 4. Februar 2014 Satya Nadella (vorher Executive Vice-President für Cloud-Services) zum neuen CEO ernannt wurde. Ballmer wurde daraufhin Mitglied des Aufsichtsrates von Microsoft, verließ diesen allerdings am 19. August 2014 wieder. Am 20. August 2014 verließ Ballmer Microsoft auf eigenen Wunsch.
Am 12. August 2014 kaufte Ballmer von Donald Sterling den Basketballclub Los Angeles Clippers für zwei Milliarden US-Dollar (rund 1,49 Milliarden Euro).

## Vermögen
Steve Ballmer ist Multimilliardär und einer der reichsten Menschen der Welt. Auf der Forbes-Liste 2022 wird sein Vermögen mit etwa 126,2 Milliarden US-Dollar angegeben. Damit belegte er auf der Forbes-Liste der reichsten Menschen der Welt Platz 9. Ballmer war damit die reichste Person weltweit, die kein Erbe oder Unternehmensgründer war.

## Familie
Ballmer heiratete 1990 die Microsoft-Angestellte Connie Snyder, mit der er drei Söhne hat.

## Sonstiges
Ballmer ist für seine äußerst extrovertierten Auftritte bei Firmenveranstaltungen bekannt, daher erhielt er auch den Spitznamen Monkeyboy.
Ballmer ist nicht, wie oft behauptet, Ehrenbürger der Gemeinde Lausen BL in der Schweiz, wo sein Vater heimatberechtigt war.